# Kristina Nel
Kristina Nel, née le 26 septembre 1953 à Munich, est une actrice de cinéma et de télévision allemande.

## Biographie
Kristina Nel est la fille du violiste et accompagnateur de piano Rudolf Nel et de la chanteuse Lore Fischer. Elle a reçu des leçons de piano dès l'âge de cinq ans.
En 1969, elle joue son premier rôle au cinéma dans le film Ludwig auf Freiersfüßen de Franz Seitz Jr., où elle incarne l'amour d'enfance de Hansi Kraus.
Elle apparaît à nouveau avec Hansi Kraus dans la série de films Die Lümmel von der ersten Bank. Elle a grandi à Gräfelfing et a été diplômée du Kurt-Huber-Gymnasium en 1973.
Au début des années 1970, Kristina Nel a incarné des jeunes femmes, souvent lycéennes, ayant des problèmes amoureux plus ou moins graves. Ensuite, elle se redirige vers des seconds rôles dans des séries télévisées à succès telles que Inspecteur Derrick ou Le Renard.
Depuis 1976, elle joue également au théâtre, notamment au Festival de Heppenheim, à Bâle, à la Stadthalle de Vienne, au Grenzland-Theater du district d'Aix-la-Chapelle ou encore au Theater am Kurfürstendamm de Berlin.
En 1975, elle épouse l'acteur et metteur en scène Helmut Förnbacher, avec qui elle apparaît souvent dans des pièces de théâtre, parfois sous sa direction. Elle vit avec son mari à Bottmingen, près de Bâle.

## Filmographie partielle

### Films
- 1969 : Ludwig auf Freiersfüßen de Franz Seitz Jr. : Lilly Klausing
- 1969 : Hurra, die Schule brennt! de Werner Jacobs : Yvonne, une élève
- 1970 : Wir haun die Pauker in die Pfanne de Harald Reinl : une élève
- 1972 : Die Klosterschülerinnen de Eberhard Schröder : Eva-Maria
- 1972 : Lilli – die Braut der Kompanie de Hubert Frank : Lilli
- 1973 : Unsere Tante ist das Letzte de Rolf Olsen : Susi Petzold
- 1973 : Les Loups sanglants de l'Alaska de Harald Reinl : Rose Cotton
- 1974 : Einer von uns beiden de Wolfgang Petersen : Ginny Kolczyk
- 1974 : Auch ich war nur ein mittelmäßiger Schüler de Werner Jacobs : Astrid
- 1975 : Le Roi de l'edelweiss de Alfred Vohrer : Hanni
- 1979 : Avalanche Express de Mark Robson : Helga Mann

### Séries télévisées
- 1972 : Privatdetektiv Frank Kross : Karin Kross
- 1976 : Alle Jahre wieder – Die Familie Semmeling : Eva Tommay
- 1976 : Derrick : Bienvenue à bord : Gisela Trubal
- 1976 : Derrick : Risque : Brigitte Tetzlaff
- 1977 : Waldrausch : Beda
- 1977 : Polizeiinspektion 1 (Der Vermißte)
- 1978 : Polizeiinspektion 1 (Silvester ist jeden Tag)
- 1978 : Le Renard (Le bel Alex)
- 1981 : Le Renard (Lundi noir)
- 1982 : Der Komödienstadel
- 1982 : Derrick : L'homme de Kiel : Maria Korin
- 1983 : Derrick : Un homme en trop : le docteur Brigitte Schenk
- 1984 : Derrick : Jeu de mort : Agnes Hossner
- 1987 : Hans im Glück : Elvira
- 1992 : Ein besonderes Paar
- 1992 : Glückliche Reise : Maria Folkers
- 1998 : Tatort (Am Ende der Welt) : Clara Bürki